# معهد البحر الأحمر للفنون السينمائية
معهد البحر الأحمر للفنون السينمائية (RSICA) هو المعهد الأول والوحيد الذي يقدم شهادة الماجستير في الفنون الجميلة والفنون السينمائية في الشرق الأوسط وشمال إفريقيا، يقع مقر المعهد في مدينة العقبة في الأردن. هذا المعهد هو نتاج عمل مشترك بين الهيئة الملكية الأردنية للأفلام ومدرسة الفنون السينيمائية التابعة لجامعة جنوب كاليفورنيا، يرتاده الطلاب من كلا الجنسين من منطقة الشرق الأوسط وشمال إفريقيا في بيئة تعليمية متخصصة مكرسة لتدريس التخصصات الرئيسية الستة للفنون السينمائية.
خريجي برنامج الماجستير (الذي تبلغ مدته سنتين) في الفنون السينمائية من كلا الجنسين ذوي المهارات العملية والإبداعية والإعلامية التجارية يكونون جاهزين للعمل، من خلال الفصول الدراسية المستمرة والإنتاج التعاوني بأشكاله السينيمائية المتنوعة مثل الخيال والوثائقية والتلفزيون، يقوم طلاب المعهد ببناء مجموعة كبيرة من العمل الإعلامي الإبداعي لإطلاق حياتهم المهنية. تم تصميم برنامج الماجستير نفسه بالتعاون مع مدرسة الفنون السينيمائية الرائدة في العالم لتلبية احتياجات صناعة السينما في الشرق الأوسط. 
إفتتح معهد البحر الأحمر للفنون السينمائية أبوابه لإستقبال الطلاب رسميًا في سبتمبر 2008، وهو معهد دولي معتمد يقدم درجة الماجستير في الفنون الجميلة في الفنون السينمائية. يدعم برنامج الماجستير الذي يقدمه المعهد التطوير الوظيفي ومهارات العمل من خلال التعليم المتقدم في السينما والتلفزيون ومجموعة واسعة من الوسائط الحديثة المعروضة على الشاشة. 

## نظرة عامة
يتماشى المعهد مع الجهود التي يبذلها الملك عبدالله الثاني لتوسيع مهارات صانعي الأفلام والفنانين الشباب في الشرق الأوسط وشمال إفريقيا، من خلال منحهم التدريب على استخدام أحدث التقنيات في صناعة الأفلام والإنتاج. هذا المعهد هو جزء من رؤية الملك عبدالله لإنشاء مركز للأعمال الفكرية والإبداعية في الأردن ومنطقة الشرق الأوسط.
في عامي 2005 و 2006 ، سافر أعضاء هيئة التدريس والموظفون التابعون لجامعة جنوب كاليفورنيا إلى الأردن، لإجراء برامج التدريب الأولية في الإخراج والتصوير السينمائي والصوت والتحرير وكتابة السيناريو. هذه الزيارة هي التي أدت لاحقا إلى ظهور فكرة تأسيس المعهد في الأردن.
يقع معهد البحر الأحمر للفنون السينمائية في العقبة ، وهي منطقة اقتصادية خاصة في الأردن على البحر الأحمر على الحدود مع المملكة العربية السعودية ومصر وفلسطين. تحتوي مرافق المعهد على غرف الفحص الرقمي، ومختبرات ما بعد الإنتاج والرسوم المتحركة، والمختبرات الإعلامية التفاعلية ومسارح الصوت، وحزم إنتاج فيديو احترافية متطورة، ومكتبة رقمية وطباعية شاملة.